# Saturday Night Fever: The Original Movie Sound Track
Soundtracket till Saturday Night Fever gjord av Bee Gees, Yvonne Elliman, Walter Murphy, Tavares, David Shire, Ralph McDonald, Kool and the Gang, KC & the Sunshine Band, M.F.S.B och The Trammps. Skivan gavs ut på dubbel-LP och kassett, men har senare återutgivits på CD.
Albumet är det femte mest sålda musikalbumet och det näst mest sålda soundtracket i historien (efter The Bodyguard av Whitney Houston) med uppskattningsvis över 40 miljoner exemplar sålda. Albumet har 6 listettor i USA och England. Albumet dominerade singellistan under 1977 och 1978. Januari till juni 1978 låg LP:n på första plats i USA. Största singelhitsen från skivan var Night Fever som låg etta i åtta veckor under våren 1978. Den låt som är troligtvis mest känd idag är Stayin' Alive som många filmer och tv-serier har använt sedan dess.
Skivan ses ofta som ett rent Bee Gees-album eftersom de gjorde 6 av 17 låtar på skivan, varav fyra listettor. Dessutom skrev bröderna Gibb Yvonne Ellimans listetta If I Can't Have You.

## Låtlista
1. "Stayin' Alive" - Bee Gees - 4:45
2. "How Deep Is Your Love" - Bee Gees - 4:05
3. "Night Fever" - Bee Gees - 3:33
4. "More Than a Woman" - Bee Gees - 3:17
5. "If I Can't Have You" - Yvonne Elliman - 3:00
6. "A Fifth of Beethoven" - Walter Murphy - 3:03
7. "More Than a Woman" - Tavares - 3:17
8. "Manhattan Skyline" - David Shire - 4:44
9. "Calypso Breakdown" - Ralph MacDonald - 7:50
10. "Night on Disco Mountain" - David Shire - 5:12
11. "Open Sesame" - Kool & the Gang - 4:01
12. "Jive Talkin'" - Bee Gees - 3:43
13. "You Should Be Dancing" - Bee Gees - 4:14
14. "Boogie Shoes" - KC & the Sunshine Band - 2:17
15. "Salsation" - David Shire - 3:50
16. "K-Jee" - MFSB - 4:13
17. "Disco Inferno" - The Trammps- 10:51

## Topplistor
Album - Billboard Music Charts (USA)
| År   | Plats |
| ---- | ----- |
| 1978 | 1     |

Singlar - Billboard Music Charts (The Billboard Hot 100) (USA)
| År   | Singel                  | Plats        |
| ---- | ----------------------- | ------------ |
| 1975 | "Jive Talkin'"          | 1 (2 veckor) |
| 1976 | "You Should be Dancing" | 1 (1 vecka)  |
| 1976 | "A Fifth of Beethoven"  | 1 (1 vecka)  |
| 1977 | "How Deep Is Your Love" | 1 (3 veckor) |
| 1978 | "Stayin' Alive"         | 1 (4 veckor) |
| 1978 | "Night Fever"           | 1 (8 veckor) |
| 1978 | "If I Can't Have You"   | 1 (1 vecka)  |

Låtarna "Jive Talkin'" och "You should be Dancing" hade givits ut på andra album tidigare, och låten "How Deep is Your Love" släpptes på singel innan filmpremiären och albumsläppet.

## Grammy
Grammy vinnare 1978 
- Bästa Album
- Bästa singel Night Fever
- Bästa Artis/Grupp Bee Gees